# Congrégation de l'Oratoire
Pour les articles homonymes, voir Oratoire.
 (novembre 2024).
Motif : En dehors du RI, l'article n'est pas rédigé.
Ne doit pas être confondu avec Société de l'Oratoire de Jésus et de Marie.
L'Oratoire de saint Philippe Néri ou Confédération des oratoriens de saint Philippe Néri (en latin Confoederatio Oratorii Sancti Philippi Nerii) est une société de vie apostolique catholique. 

## Historique
La congrégation est fondée à Rome par saint Philippe Néri au XVIe siècle. Le petit oratoire du fondateur, où se réunissait le groupe d'origine, avait donné son nom à la société. Elle est érigée de manière canonique par le pape Grégoire XIII le 15 juillet 1575, en tant que société de prêtres séculiers, sans vœux, mais vivant en commun, dans le but de travailler à la sanctification de ses membres et à celle de son prochain par la prédication et l'enseignement. Sa règle est approuvée par Paul V en 1612.

## L'Oratoire de Saint Philippe dans le monde
Chaque Oratoire de Saint Philippe Néri est indépendant, même si des liens de charité unissent les différentes maisons. Ils sont toutefois réunis au niveau mondial dans une Confédération. Chaque communauté, même petite, est une structure assez forte : un Oratoire est érigé par le Saint-Siège, avec le statut « de droit pontifical » : à sa tête le prévôt (élu pour trois ans) préside à l’organisation de la vie commune, et peut, après accord de la congrégation, appeler aux ordres. Par ailleurs son autorité n’est pas monarchique, il est plutôt « primus inter pares ».

### Europe continentale
Les communautés oratoriennes se trouvent à Vienne, en Autriche ; Dijon, Hyères, Nancy et Lorient en France ; Acireale, Biella, Bologne, Brescia, Florence, Gênes, Naples, Palerme, Rome, Vérone, Prato, Guardia Sanframondi, Acireale, Acicatena et Vicenza, en Italie ; Allemagne (Aix-la-Chapelle, Aufhausen, Dresde, Francfort-sur-le-Main, Hanovre, Heidelberg, Leipzig et Munich) ; Lituanie (Vilnius) ; Pays-Bas (Maastricht) ; Pologne (Gostyń, Studzianna, Tarnów, Radom, Tomaszów Mazowiecki, Bytow et Poznań) ; Espagne (Barcelone, Séville, Porreras, Tudela, Vic, Albacete, Alcala de Henares, Getafe et Palma de Majorque) et Suisse (Zurich). Il y a aussi des communautés en formation à Bratislava, en Slovaquie, et à Mikulov en République tchèque.
Le cardinal John Henry Newman fut le fondateur du premier Oratoire de langue anglaise, l'Oratoire de Birmingham dans la ville de Birmingham le 2 février 1848. Le cardinal s'est d'abord installé à Old Oscott, qu'il baptisa Maryvale (en) (en souvenance de la première maison de l'Oratoire à Rome, Santa Maria in Vallicella). La communauté vint s'établir enfin à Edgbaston. Attachée à cet Oratoire se trouvait la célèbre école Oratory School qui se situe maintenant à Woodcote, dans le Berkshire, près de Reading. L'Oratoire se trouve aussi à Londres (the London Oratory), à Fulham ; Oxford (the Oxford Oratory) ; et Manchester (St Chad’s), où se trouve une communauté en formation. Depuis octobre 2013, l'église St Wilfrid's d'York est confiée aux pères de l'Oratoire ; la communauté a été érigée en 2019.
En France, après plusieurs fondations au début du XVIe siècle (Cotignac, Avignon, Carpentras, Hyères…) et au XIXe par le P. Félix Jourdan de la Passardière (1841-1913, oratorien de Rome, devenu ensuite évêque auxiliaire de Rouen), de nouvelles maisons (toutes maisons sui juris) ont été fondées. Dans un passé très récent, d'autres fondations ont eu lieu, par exemple :
- à Nancy, où la basilique Saint-Epvre de Nancy est desservie par les pères oratoriens, la congrégation a été érigée par rescrit (env. réponse écrite) du Saint-Siège le 21 décembre 1995[3] ;
- la congrégation de Dijon (émanation de celle de Nancy) a été érigée le 15 juillet 2011[4] ;
- la congrégation de Hyères a été érigée le 26 mai 2012[5] ;
- la congrégation de Lorient, dans le diocèse de Vannes[6], a été érigée le 14 septembre 2022.

Une communauté est en cours de fondation à Angoulême.

### Amérique latine et Antilles
On retrouve l'Oratoire de Saint Philippe Néri en Argentine (Mercedes), Brésil (São Paulo), Chili (Villa Alemana), Colombie (Bogota, Ipiales et Pasto), Costa Rica (San José), Mexique (Guanajuato, Mexico, Orizaba, Puebla, San Miguel de Allende). Depuis 2012, il y a un Oratoire en formation dans les Antilles à Port Antonio, en Jamaïque (archidiocèse de Kingston). Cette communauté de prêtres, formée il y a bien des années, serait le premier Oratoire de Saint Philippe Néri à être érigé dans l'histoire des Antilles de langue anglaise.

### Amérique du Nord
Les pères de l'Oratoire ont une maison au Canada à Toronto, de langue anglaise, bien que la toute première communauté fût fondée à Montréal en 1975. Le premier oratoire aux États-Unis fut fondé à Rock Hill, en Caroline du Sud, en 1934. L'Oratoire se trouve aussi à Monterey, Pharr, Pittsburgh, Brooklyn, New Brunswick, Philadelphie et Sparkill. Depuis 2012, il y a une communauté en formation à Cincinnati (Ohio). De plus en 2012, Kevin C. Rhoades a promulgué un décret érigeant une association privée de fidèles en vue d'établir l'Oratoire dans le diocèse de Fort Wayne-South Bend. Finalement, en août de la même année 2012, Richard J. Malone a autorisé trois prêtres du diocèse de Portland (Maine) à Lewiston de vivre la vie commune en vue d'y établir l'Oratoire de St. Philippe Néri. Le 1er août 2014, une congrégation de l'Oratoire est établie à Star of the Sea Church dans l'archidiocèse de San Francisco en Californie.

### Afrique du Sud
Le premier oratoire établi en Afrique du Sud a été fondé à Oudtshoorn en 1997. La Congrégation de l'Oratoire de Port Elizabeth célébra la messe d'inauguration le 15 août 2008.